# Złociszek zielonawy
Złociszek zielonawy (Chrysothrix chlorina (Ach.) J.R. Laundon) – gatunek grzybów z rodziny złociszkowatych (Chrysotrichaceae). Ze względu na symbiozę z glonami zaliczany jest do porostów.

## Systematyka i nazewnictwo
Pozycja w klasyfikacji według Index Fungorum: Chrysotrichaceae, Arthoniales, Arthoniomycetidae, Arthoniomycetes, Pezizomycotina, Ascomycota, Fungi.
Po raz pierwszy takson ten zdiagnozował w 1799 r. Erik Acharius nadając mu nazwę Lichen chlorinus. Obecną, uznaną przez Index Fungorum nazwę nadał mu w 1981 r. J.R. Laundon, przenosząc go do rodzaju Chrysothrix.
Synonimy nazwy naukowej:

- Alysphaeria chlorina (Ach.) Turpin 1827
- Caliciella corynella var. chlorina (Ach.) Räsänen 1939
- Calicium chlorinum (Ach.) Schaer. 1850
- Coniocybe chlorina (Ach.) Rabenh. 1870
- Crocynia chlorina (Ach.) Hue 1924
- Lepra chlorina (Ach.) DC. 1805
- Lepraria chlorina (Ach.) Ach. 1799
- Lichen chlorinus Ach. 1799
- Pulveraria chlorina (Ach.) Ach. 1803
- Trachylia chlorina (Ach.) Rabenh. 1845[3].

Nazwa polska według Krytycznej listy porostów i grzybów naporostowych Polski.

## Morfologia
Plecha skorupiasta z glonami protokokkoidalnymi, bardzo cienka, złożona z proszkowatych lub ziarenkowatych urwistków o średnicy 0,1–0,2 mm. Powierzchnia ziarenkowato-proszkowa o lśniącej żółtej barwie. Reakcje barwne: K – lub K + słabo czerwonawy, Pd –, C –.
Apotecjów nie wytwarza.

## Występowanie i siedlisko
Gatunek szeroko rozprzestrzeniony; występuje na wszystkich kontynentach oprócz Australii. W Polsce występuje w rozproszeniu, głównie w górach.
Rozwija się na krzemianowych skalach, w miejscach zacienionych.